# Arisztoklész (filozófus)
Arisztoklész (2. század) görög filozófus

## Élete
Pergamonból származott, szofista filozófus és szónok volt. Tanítómestere Héródész Attikosz volt. Művei csaknem mind elvesztek, egyedül az öt könyvből álló retorikatankönyve maradt ránk.